# Váry Károly
Váry Károly (Budapest IV. kerülete, 1956. október 31. –) magyar színész.

## Életpályája
Középiskolai tanulmányait a Petőfi Sándor Közgazdasági Szakközépiskolában végezte. A Keleti István vezette Pinceszínházban kezdett színészettel foglalkozni. 1979-ben Horvai István osztályában színészként diplomázott a Színház- és Filmművészeti Főiskolán. Pályája 1979-től a Vígszínházban indult, 1981-től a szolnoki Szigligeti Színházhoz szerződött. 1986-tól a József Attila Színházban játszott. 1991-től ismét Szolnokon a Szigligeti Színháznál volt szerződésben, 1996-1998 között a Szegedi Nemzeti Színház tagja volt. 1998-tól szabadúszó,2012-2023 között a kecskeméti Katona József Színházban szerepelt.

### Magánélete
Feleségét és három éves kislányát is elvesztette. Rövid ideig hajléktalanként élt.

## Fontosabb színházi szerepei
- William Shakespeare: IV. Henrik.... Warwick gróf
- William Shakespeare: Vízkereszt, vagy amit akartok.... Egy pap, Olívia házában
- William Shakespeare: Othello, egy néger mór.... Egy katona Montano szolgálatában
- Molière: Tartuffe.... Lojális úr
- Pierre-Augustin Caron de Beaumarchais: Figaro házassága.... Don Gusmán, bíró
- Anton Pavlovics Csehov:  Apátlanul (Platonov).... Jakov, Vojnyiceva inasa, szakács
- Anton Pavlovics Csehov: Cseresznyéskert.... A lírikus állomásfőnök
- Bertolt Brecht: A házitanító.... Läuffer tiszteletes, Läuffer apja
- Bertolt Brecht: Koldusopera.... Jimmy
- Arthur Miller: Az ügynök halála.... Stanley
- Ion Luca Caragiale: Az elveszett levél.... Popescu, néptanító
- Ken Kesey: Száll a kakukk fészkére.... Mr. Smith
- Valentyin Petrovics Katajev: Bolond vasárnap.... Portás
- Viktor Rozov: Szállnak a darvak.... Sztyepán, Borisz barátja
- Ferdinand von Schirach: Terror.... szereplő
- Thornton Wilder: A mi kis városunk.... Simon Stimson
- Alan Alexander Milne: Micimackó.... Tigris
- Agatha Christie: Eszményi gyilkos.... Blunt, őrmester
- Agatha Christie: És már senki sem!.... Narracot
- Agatha Christie: Pókháló.... Jones rendőr
- James Hadley Chase – Robert David MacDonald : Miss Blandish nem kap orchideát.... Doyle
- Jacques Offenbach: Szép Heléna.... Második Ajax, Szalamisz királya
- Fazekas Mihály – Schwajda György: Lúdas Matyi.... Gyógykovács
- Molnár Ferenc: Liliom.... Második detektív; Második lovasrendőr; Öreg rendőr
- Móricz Zsigmond – Kocsák Tibor – Miklós Tibor: Légy jó mindhalálig.... Rendőr, Rendőrtiszt
- Déry Tibor: A tanúk.... Kocsmáros
- Déry Tibor: Az óriáscsecsemő.... Pénzbeszedő
- Fejes Endre: Vonó Ignác.... Második baka
- Schwajda György: A csoda.... Kraut
- Schwajda György: Ballada a 301-es parcella bolondjáról.... Az öreg
- Horváth Péter: Csao Bambino.... Lenin
- Fazekas István: A megvádolt.... Tizedes
- Magyar Elemér: Zárt láncolat.... Idegen
- Pozsgai Zsolt: Szeretlek cirkusz.... Wackler
- Gágyor Péter: A kertészlegény királysága.... Jusztin
- Gáspár Margit: A császár messze van.... Paprika Péter
- László Miklós – Mohácsi István – Mohácsi János: Illatszertár.... Wenk úr
- Kocsis L. Mihály – Cseke Péter: Újvilág passió....Farizeus
- Juhász Levente – Galambos Attila – Szente Vajk: A beszélő köntös.... A hófejű, kis, púpos, beteges Imecs György szenátor
- Galambos Attila – Szente Vajk – Bolba Tamás: Csoportterápia.... Portás
- Bródy János – Szörényi Levente: Kőműves Kelemen.... Hírnök
- Tolcsvay László – Müller Péter – Müller Péter Sziámi: Isten pénze.... Jonathan
- Tolcsvay László – Müller Péter – Bródy János: Doctor Herz.... Gandhi
- Kálmán Imre: Tatárjárás.... Szegfű Bandi
- Lehár Ferenc: Luxemburg grófja.... Marchand, festő
- Eisemann Mihály: Egy csók és más semmi.... Krecsák, törvényszéki szolga
- Németh Virág: Borban él az élet.... szereplő
- Méhes György – Németh Virág: Micsoda társaság!.... Quintusz
- Tóth Kata: A Jegesmedve szerelmese.... Zűrfi

## Önálló estjei
- James Joyce – Váry Károly: A bohóc (monodráma)
- Phillip Marc: Úton

## Filmes és televíziós szerepei
- Hatásvadászok (1982)
- A hentes, a kurva és a félszemű (2017)
- Tündérkert (2023)
- …a szomszéd tehene (2024)

## Díjai
- Magyar Arany Érdemkereszt polgári tagozat (2022)[9]